# Цирокумулус
Цирокумулус (лат. cirrus — прамен и cumulus — гомила) је врста високог облака. Називају се још и перјасто-гомиласти. Настају смрзавањем водене паре. Састоје се скоро искључиво од ледених кристала и обликом подсећају на грудвице, тј. стадо оваца како их називају у народу. Овакав тип облака указује на ваздушна стујања у тропосфери. Личе на алтокумулусе. Развијају се на висини од 6.000—7.000 метара.

## Подела
Цирокумулуси се могу поделити на неколико врста и подврста:
- — перјасто-гомиласт слојаст
- — перјасто-гомиласт сочиваст
- — перјасто-гомиласт торњевит
- — перјасто-гомиласт пахуљаст
- — перјасто-гомиласт таласаст
- — перјасто-гомиласт избушен